# 群馬ガラス工芸美術館
群馬ガラス工芸美術館（ぐんまガラスこうげいびじゅつかん）は、群馬県渋川市にあるアール・ヌーヴォーのガラス工芸を展示する私立の美術館である。
エミール・ガレやドーム兄弟、ガブリエル・ルソー、ヴィクトール・ワルターなどの作品約200点が展示されている。
建物はESPAD環境建築研究所の設計で、鉄骨造の地上2階建て。敷地面積2794.79平方メートル（845.4坪）、建築面積1046.9平方メートル、延床面積1081.1平方メートル（327.0坪）。

## 基礎データ
- 所在地： 群馬県渋川市渋川4204

### 開館時間
- 4月 - 6月：9:00 - 17:00
- 7月 - 11月：9:00 - 17:30
- 12月 - 3月：9:30 - 16:30

### 休館日
- 水曜日（但し、祝祭日は開館）
8月および11月は無休

### 入館料
- 大人 - 1000円
- 大学・高校生 - 800円
- 中・小学生 - 600円
団体割引あり

## 交通アクセス
公共交通機関
渋川駅から伊香保温泉行きバス。
自家用自動車
関越自動車道・渋川伊香保ICから伊香保方面へ、自動車で約15分間。